# ASTM

Logotipo de ASTM.

Sociedad Estadounidense para Pruebas y Materiales, por sus siglas en inglés (American Society for Testing and Materials o ASTM International), es una organización de estándares internacionales que desarrolla y publica acuerdos voluntarios de normas técnicas para una amplia gama de materiales, productos, sistemas y servicios. Existen alrededor de 12.575 acuerdos voluntarios de normas de aplicación mundial. Las oficinas principales de la organización ASTM international están ubicadas en West Conshohocken, Pensilvania, Estados Unidos, al noroeste de la ciudad de Filadelfia.

## Historia
La organización fue fundada el 29 de febrero de 1898, como la sección Estadounidense de la Asociación Internacional para el Ensayo y Materiales (IATM) por iniciativa de Charles Dudley, entonces responsable del control de calidad de Pennsylvanya Railroad, quien tuvo la iniciativa de hacer que los hasta entonces ferrocarriles rivales y las fundiciones de acero coordinaran sus controles de calidad, ya que el problema que enfrentaba la creciente industria del ferrocarril era la frecuente rotura de los rieles utilizados. 
Algunos años antes se había fundado la International Association for Testing and Materials (IATM), y justamente el 16 de junio de 1898 los setenta miembros de la IATM se reunieron  para fundar la sección americana de la organización. 
En 1902, la sección americana se constituye como organización autónoma con el nombre de American Society for Testing and Materials, que se volverá universalmente conocida en el mundo técnico como ASTM. Dudley fue, naturalmente, el primer presidente de la ASTM.
El campo de acción de la ASTM se fue ampliando con el tiempo, pasando a tratar no solo de los materiales ferroviarios, sino todos los tipos de materiales, abarcando un espectro muy amplio, comprendiendo los revestimientos y los mismos procesos de tratamiento.
El desarrollo de la normativización en los años 1923 al 1930 llevó a un gran desarrollo de la ASTM (de la cual por ejemplo Henry Ford fue miembro). El campo de aplicación se amplió, y en el curso de la Segunda Guerra Mundial la ASTM tuvo un rol importante en la definición de los materiales, consiguiendo conciliar las dificultades bélicas con las exigencias de calidad de la producción en masa. Era por lo tanto natural un cierto reconocimiento de esta expansión y en 1961 ASTM fue redefinida como American Society for Testing and Materials, habiendo sido ampliado también su objetivo. A partir de ese momento la cobertura de la ASTM, además de cubrir los tradicionales materiales de construcción, pasó a ocuparse de los materiales y equipos más variados, como las muestras metalográficas, cascos para motociclistas, equipos deportivos, etc.
En el 2001 la ASTM asume su nombre actual como testimonio del interés supranacional que actualmente han alcanzado las técnicas de normativización.

## ASTM hoy
La ASTM está entre los mayores contribuyentes técnicos del ISO, y mantiene un sólido liderazgo en la definición de los materiales y métodos de prueba en casi todas las industrias, con un casi monopolio en las industrias petrolera y petroquímica.

## Algunas normas de uso común
Algunos elementos de uso común, tales como los que conectan el contador de agua potable a la tubería, probablemente están elaborados con un procedimiento de forjado conforme a ASTM A 105, en la práctica, un acero de buena calidad, mientras que los tubos quizás respondan a la norma ASTM A 589. Las láminas de plástico que se usan para envolver los alimentos, si no se rompen, probablemente han sido fabricadas y comprobadas con la norma ASTM D 682. Las ollas de acero inoxidable, posiblemente respondan a la ASTM A 240 Tp 304 o 321; y si son de calidad superior, cumplirán la norma 316.